# Alte Schule (Serkowitz)
Die Alte Schule, auch Serkowitzer Schule, ist die ehemalige Dorfschule im Stadtteil Serkowitz der sächsischen Stadt Radebeul. Das Gebäude liegt in der heutigen Straße des Friedens 35. Sie war die erste Schule des Dorfes Serkowitz, nachdem die Schüler vorher für über 250 Jahre in die Kirchschule in Kaditz gingen.

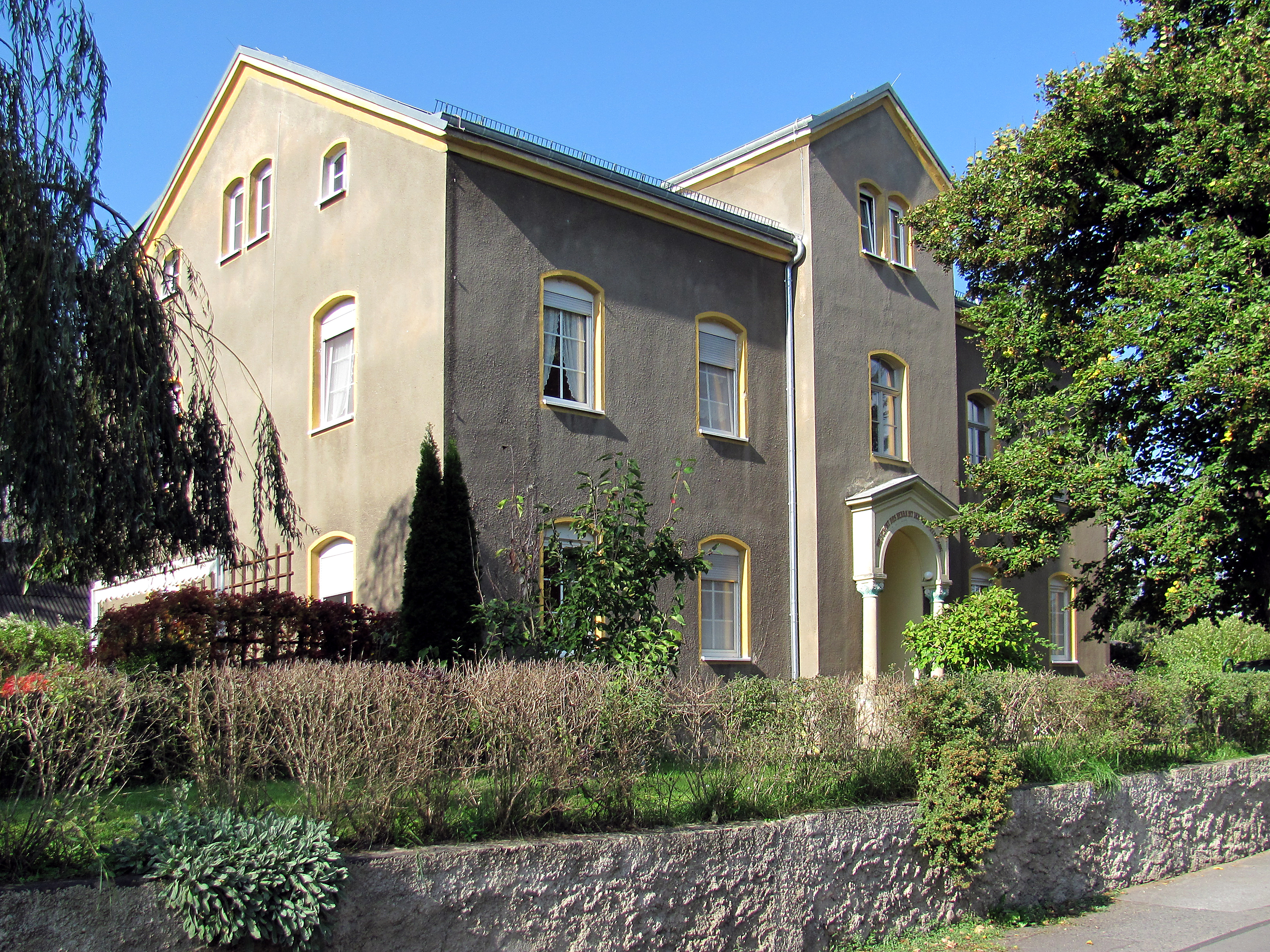
Alte Schule Serkowitz

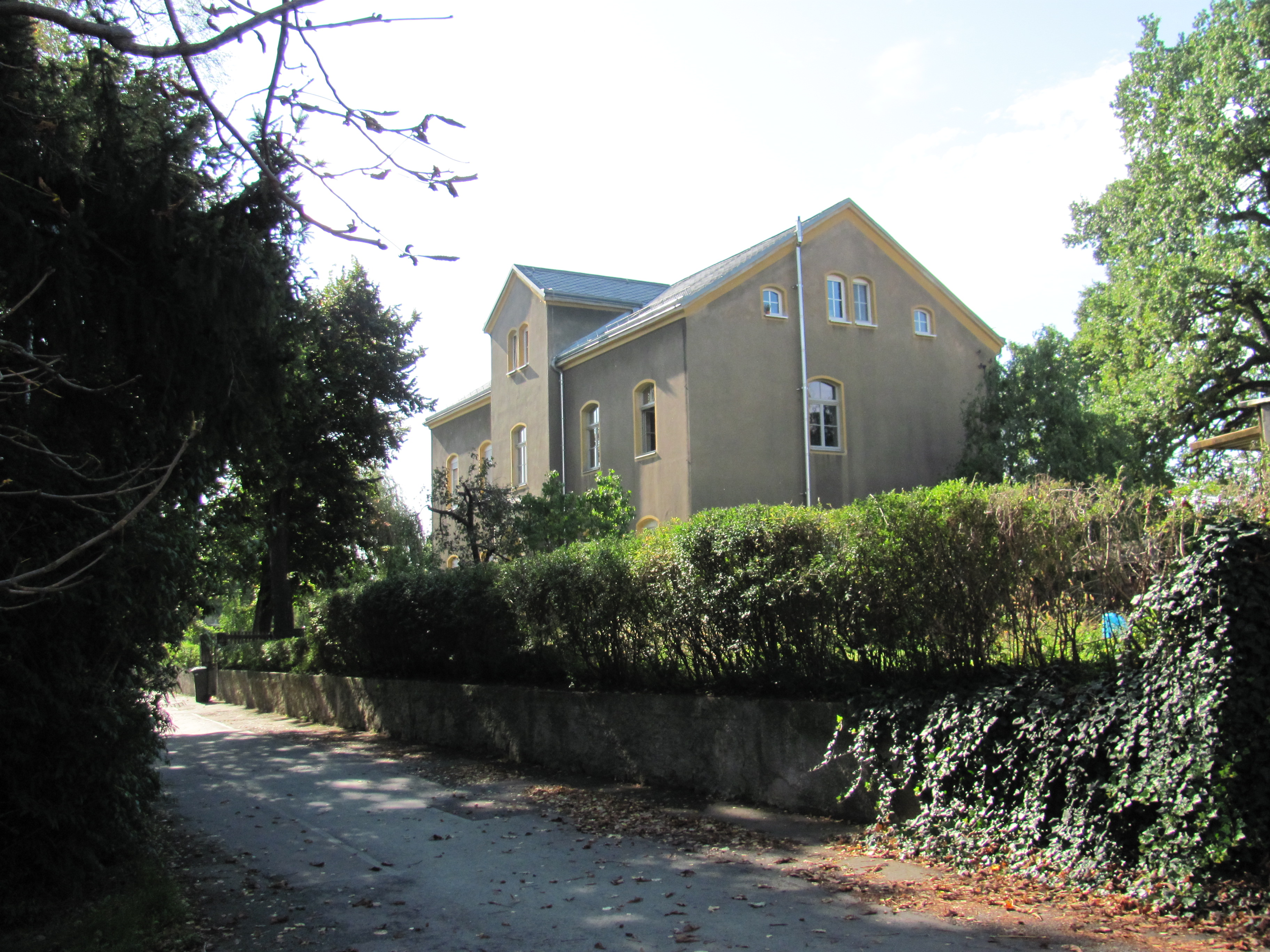
Alte Schule Serkowitz

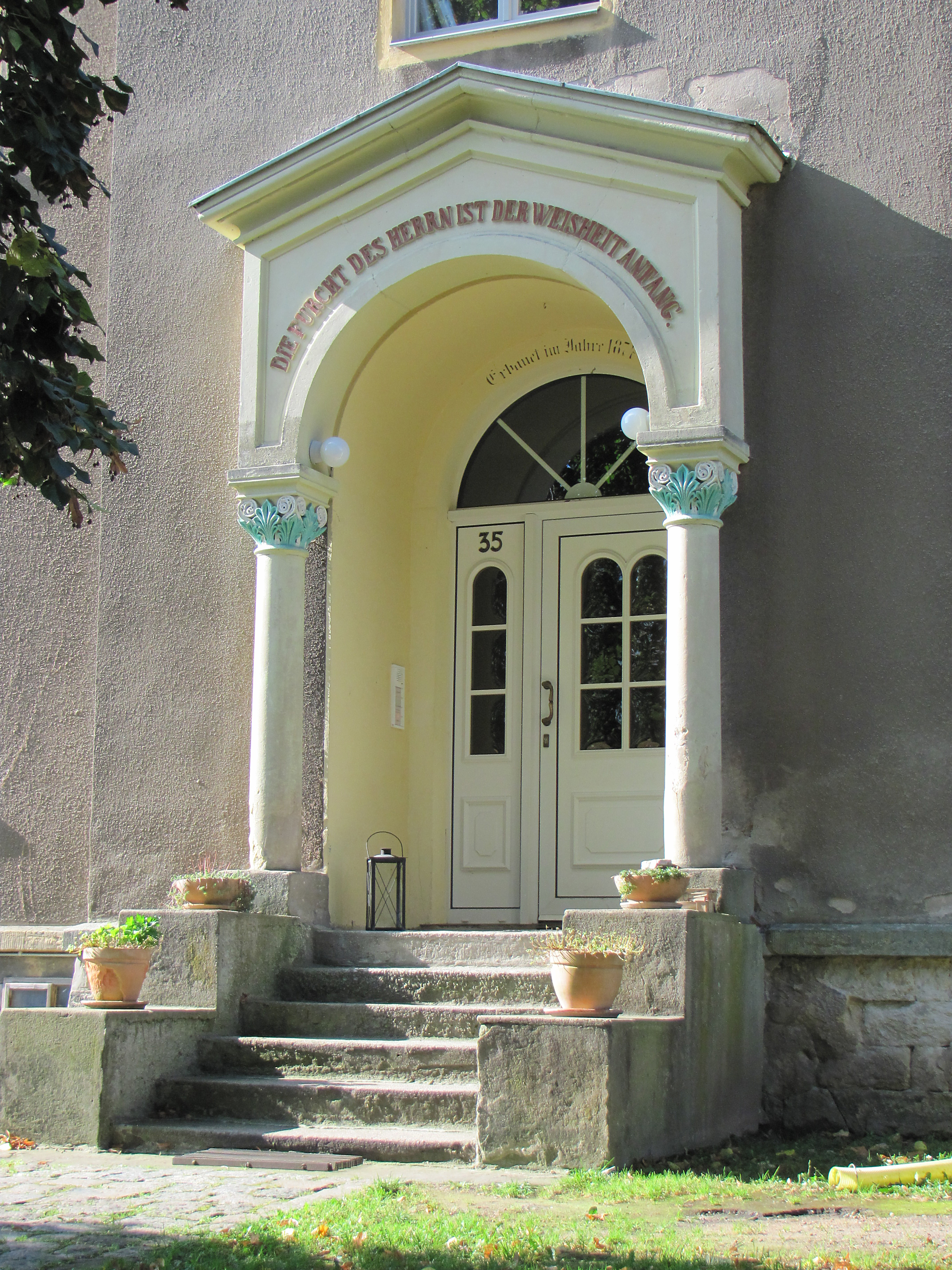
Eingangsportal der Alten Schule Serkowitz

Nach 25 Jahren war die Schule bereits zu klein, wurde nach einem Schulneubau zum Gemeindeamt gemacht und kurze Zeit später zum privaten Wohnhaus umgewidmet. Das mit der Einfriedung unter Denkmalschutz stehende Gebäude wurde 1874/1875 durch die ortsansässigen Baumeister Gebrüder Ziller errichtet.

## Beschreibung
Das zweigeschossige und fünfachsige Gebäude steht traufständig zur Straße, oberhalb eines Kniestocks befindet sich ein Satteldach. In der Straßenansicht steht mittig ein dreigeschossiger Risalit mit Dreiecksgiebel. Im Risalit befindet sich im obersten Geschoss ein Koppelfenster aus kleinen Fenstern, darunter ein normales Fenster, unter diesem steht im Erdgeschoss ein Eingangsportal oberhalb einer Freitreppe vom Schulhof. Das Portal besteht aus einem Sandstein-Dreiecksgiebel mit Rundbogen, der auf zwei romanisierenden Säulen aufliegt. Oberhalb des Rundbogens befindet sich die Inschrift DIE FURCHT DES HERRN IST DER WEISHEIT ANFANG. Zurückgesetzt im Portal befindet sich eine neue, „schlecht gestaltete[…] Rundbogentür“.
Alle Fensteröffnungen zeigen die ursprünglichen Stichbögen, die dort heute eingesetzten neuen Fenster, deren „ursprüngliche Form […] ungünstig durch schmale Faschen verändert“ wurde, haben ein rechteckiges Format.
Die Fassaden wurden im Lauf der Jahrzehnte vereinfacht, „jeder Schmuck ist abhanden gekommen.“ Die ehemals glatt geputzten Flächen und ihre Gliederung „mussten eintönigem Spritzputz weichen.“ Dabei dürften „Rundbogenfriese an den Giebeln und am Drempel […] in ähnlicher Art wie beim Althaus Bethesda […] vorhanden gewesen sein.“ Der Syenit-Bruchsteinsockel mit Sandsteinfassung ist verputzt.
Zwei „schöne Linden“ stehen beidseitig des Treppenzugangs zur ehemaligen, erhöhten  Schulhofsfläche.

## Geschichte
Bereits seit 1617 ist in dem Dorf Kaditz ein Schulgebäude urkundlich belegt, in welchem als Kirchschule der auch für Serkowitz zuständigen Parochie neben den Kaditzer und Serkowitzer Kindern auch die aus Pieschen, Trachau, Mickten und Übigau sowie die aus Radebeul und von der späteren Oberlößnitzer Flur unterrichtet wurden. Im Jahr 1835 wurde in Sachsen das Volksschulgesetz eingeführt, das einerseits die allgemeine Schulpflicht einführt, andererseits den Gemeinden die Möglichkeit der Ausschulung aus dem bisherigen Schulverband durch den Bau einer eigenen Volksschule ermöglichte.
Im Jahr 1853 besuchten 79 Serkowitzer Kinder die Schule in Kaditz. Da der tägliche Schulweg recht weit und die Kaditzer Schule mit über 300 Schülern überlastet war, nahm die Gemeinde Serkowitz den Tod durch Ertrinken in der Elbe von vier Kindern auf dem Schulweg zum Anlass, den Bau einer eigenen Schule zu beantragen. Im August 1874 genehmigte das Königliche Ministerium des Kultus und des Öffentlichen Unterrichts den Bau dieser Schule. Im gleichen Jahr erwarb die Gemeinde ein Baugrundstück und im November 1874 erfolgte die Grundsteinlegung. Die ortsansässigen Baumeister Gebrüder Ziller errichteten bis Juni 1875 das neue Schulgebäude.
Am 11. Juni 1875 erfolgte die Weihe des Gebäudes, und 115 Kinder nahmen ihre neue Schule in Besitz. Das Gebäude hatte 27.200 Mark gekostet, von denen das Ministerium 3.000 Mark beisteuerte. Im Jahr 1883 gingen bereits 270 Kinder auf diese Volksschule. Im Mai 1900 beschloss der Gemeinderat wegen der gestiegenen Schülerzahlen einen Schulneubau (Rosegger-Schule).
Nach dem Umzug der Schüler in die neue Schule befand sich in dem Gebäude das Serkowitzer Gemeindeamt, das vorher seit 1891 im Albertschlösschen gewesen war. Nach der Eingemeindung von Serkowitz nach Radebeul im Jahr 1905 diente das Gebäude kurzfristig, bis das neu zuerrichtende Schulhaus fertig war, der Realschule mit Progymnasium für die Lößnitz als Übergangsgebäude, dann wurde es zu einem Wohnhaus umgewidmet.